# Намистюк Анатолій Михайлович
Анатолій Михайлович Намистю́к (нар. 6 березня 1947, Чапля — пом. 23 січня 2004, Хмельницький) — український художник декоративно-ужиткового мистецтва, графік, монументаліст, живописець; член Спілки радянських художників України з 1989 року. Батько художника Михайла Намистюка.

## Біографія
Народився 6 березня 1947 року в селі Чаплі (нині Хмельницький район Хмельницької області, Україна). 1967 року закінчив відділення художньої обробки дерева Ужгородського училища прикладного мистецтва (педагоги з фаху — Василь Свида, Павло Балла, Микола Медвецький).
Жив у місті Хмельницькому, в будинку на вулиці Водопровідній № 7. Помер у Хмельницькому 23 січня 2004 року.

## Творчість

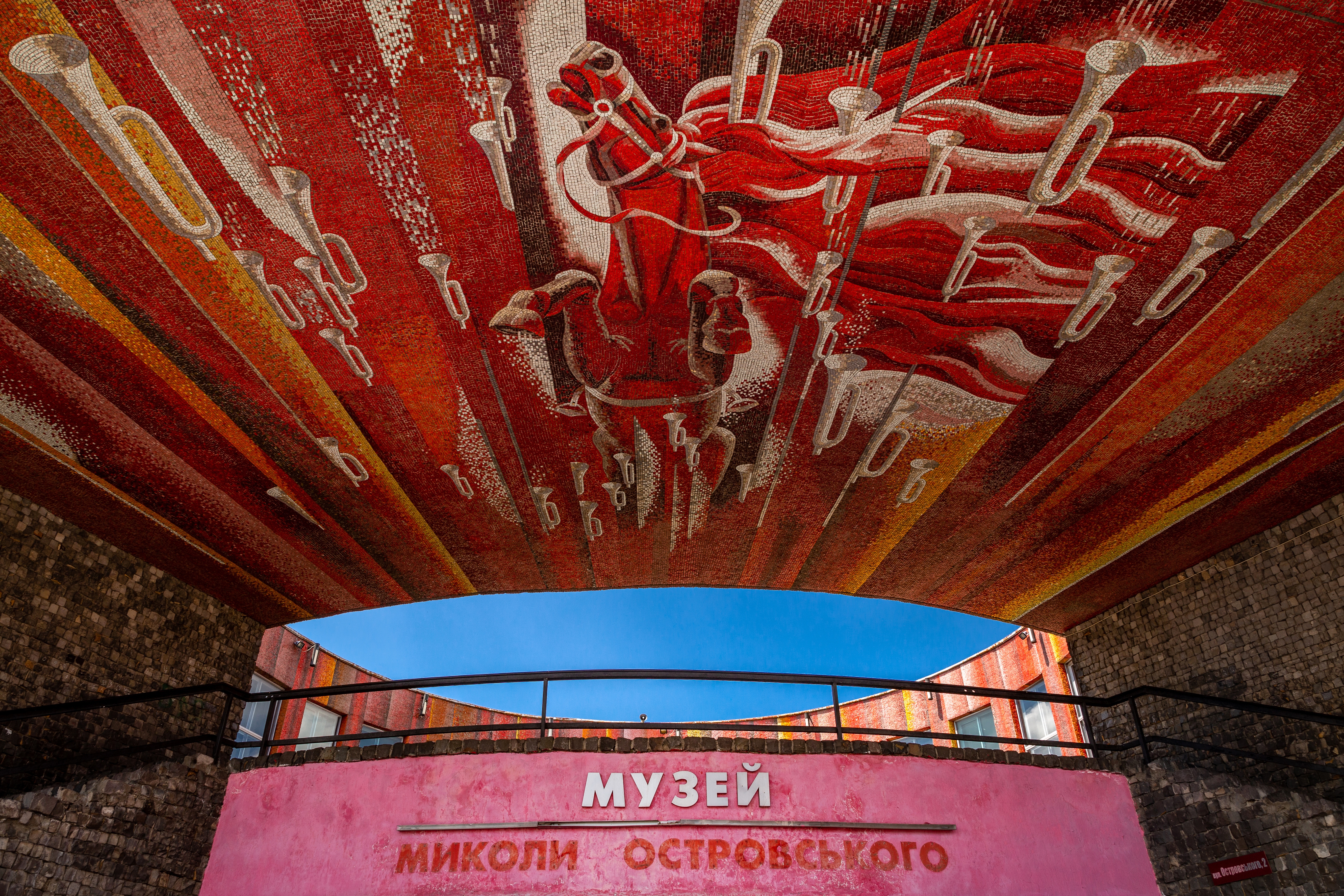
Мозаїчне панно у Шепетівці.

Автор декоративних рельєфів, сюжетно-тематичних розписів на дереві, графічних творів на тему українських народних пісень, олійних пейзажів, комплектів дерев'яних різьблених меблів у стилі ретро. Серед робіт:
- мозаїчне панно над центральним входом пологового будинку у Хмельницькому (1979—1980);
- оформлення книжкового магазину на вулиці Проскурівській у Хмельницькому (1981—1983);
- різьблені дерев'яні рельєфи в їдальні та бібліотеці заводу «Трактородеталь» у Хмельницькому (1983—1984);
- розписи у школах № 1 та № 22 у Хмельницькому (1985—1986);
- тумби під ліхтарі на Майдані Незалежності до 500-річчя Хмельницького (1988);
- оформлення Літературно-меморіального музею Анни Ахматової в селі Слобідці Шелехівській (1988);
- мозаїчне панно над центральним входом до Літературно-меморіального музею Миколи Островського у місті Шепетівці (1988—1989);
- графіка — «Літо» (1982);
- дзеркало з шухлядками (1986);
- декоративні тарелі:
  - «Я на неї задивився» (1984);
  - «Під вишнею» (1987);
  - «Несе Галя воду» (1988);
- різьблення — серія горельєфів «Ой піду я понад лугом» (1989):
  - «Чого лежиш, чом не ореш»;
  - «Ой піду я понад лугом»;
  - «А я лежу та й думаю»;
- живопис:
  - «Пшеничне поле» (2002);
  - «Ранковий туман» (2003, полотно, олія);
  - «На риболовлі» (2003).

Брав участь у міських, обласних, всеукраїнських, всесоюзних виставках з 1979 року.
Окремі роботи художника зберігаються у Хмельницькому музеї сучасного українського мистецтва.